# Johann David Fülck

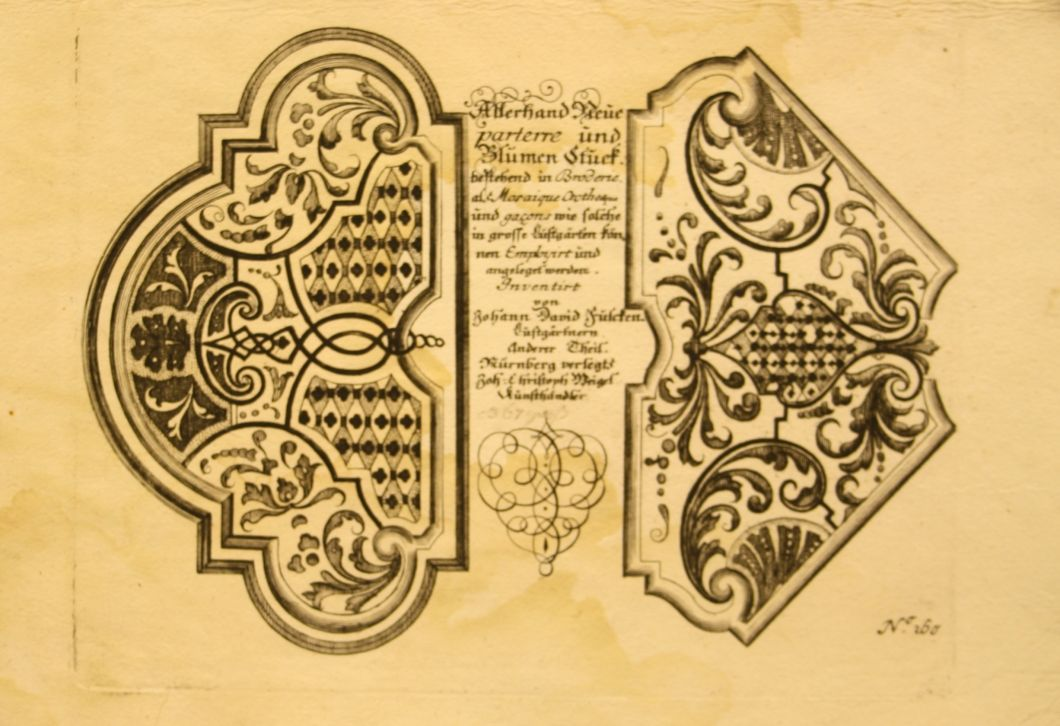
Titelblatt von Fülcks Werk Allerhand Neue Parterre und Blumen Stuck

Johann David Fülck (auch Johann David Fülcken; * im 17. Jahrhundert; † im 18. Jahrhundert) war ein Gärtner und Gartenarchitekt des Barock. Fülck arbeitete im 18. Jahrhundert für die Grafen von Schönborn im heutigen Unterfranken. 

## Leben und Wirken
Johann David Fülck wurde wohl im 17. Jahrhundert geboren. Ab 1715 ist er als Gärtner für die Grafen von Schönborn-Wolfsthal nachgewiesen. Er arbeitete für die Herrschaft, vor allem Rudolf Franz Erwein von Schönborn, bis mindestens 1720/1721. In dieser Zeit entstand der Schlosspark in Wiesentheid, der zu den bedeutendsten Barockgärten der Zeit gezählt wurde. Nachdem der Garten in Grundzügen fertiggestellt war, überwarf sich Fülck mit den Grafen und wurde entlassen. Anschließend trat er in Diensten des Philipp Reinhard von Hanau, wobei er seine Stelle mit einem Kollegen mit Namen Schneider im hessischen Schloss Philippsruhe tauschte.
Fülck starb wohl im 18. Jahrhundert. Die genauen Lebensdaten sind unbekannt.

## Werke
Fülck veröffentlichte zwei bzw. drei Kupferstichwerke, die alle den Gartenbau thematisieren. Darin wurden auch Entwürfe für einzelne Parterres, Vasen, Terrassen und anderen Gliederungselementen vorgestellt. 
- Prospect des HochGräffl. Hanauischen Schlosses PhillippsRuh sampt dem dabey liegenden Lust-Garten. Philippsruh um 1705.
- Allerhand Neue parterre und Blumen Stuck. Nürnberg um 1710.
- Neue Garten Lust, oder Völliges Ornament: So beÿ anlegung Neuer Lust- und Blumen- als auch Küch- und Baum Gärten, höchst nöthig und dienllich. Augsburg 1720. Digitalisat. Veröffentlicht auch in Franz Anton Danreiter: Lust-Stück der Gärten. 2. Teil. Augsburg vor 1728.[2]